# 라타비우스 윌리엄스
라타비우스 윌리엄스(Latavious Williams, 1989년 3월 29일 ~ )는 사우디 농구 리그(SBL)의 알 이티하드 제다 소속의 미국 프로 농구 선수이다.
고등학교를 졸업한 후 NBA 개발 리그의 털사 식스티식서스에서 뛰다가 2010년 NBA 드래프트에서 48순위로 마이애미 히트에 지명되었다. 드래프트 후 그의 드래프트 권리는 즉시 식스티식서스의 NBA 계열사인 오클라호마 시티 썬더에게 트레이드되었다. 그러나 선더는 그와 계약을 체결하지 않았고 윌리엄스는 식스티식서스와 함께 D 리그로 돌아 왔다. 2015년 2월 19일 그의 드래프트 권리는 뉴올리언스 펠리컨스로 트레이드되었다.
윌리엄스는 대학 농구를 건너뛰고 D리그에서 1년 동안 뛰다가 NBA에 드래프트된 최초의 선수였다. 고교 시절부터 D리그에 직접 진출한 최초의 선수이기도 하다. 그러나 윌리엄스는 D 리그 팀에서 뛰는 동안 두 번째로 드래프트된 선수였다. 마이크 테일러는 2년 전인 2008년에 드래프트되었다. 2022년 4월 기준 윌리엄스는 경쟁 게임(정규 시즌 또는 플레이오프)에 출전한 적이 없다. NBA에서 이러한 주장을 보유한 두 명의 D 리그 드래프트 선수 중 한 명이다. (다른 한 명은 추쿠디베레 마두아붐이다)

## 경력
- 2009-2011: 털사 식스티식서스
- 2011-2012: 요벤투트
- 2012: 메트로 데 산티아고
- 2012: 브로제 밤베르크
- 2012-2014: 세비야
- 2014: 메트로 데 산티아고
- 2014~2015: 빌바오
- 2015: 바케로스 데 바야몬
- 2015~2017: 유니릭스
- 2017: 부카네로스 데 라 과이라
- 2017~2018: 발렌시아
- 2018~2019: 이고케아
- 2019: 사라고사
- 2019: 하포엘 홀론
- 2019-2020: 하포엘 텔아비브
- 2020~2021년: 안양 KGC인삼공사
- 2021~2022년: 전주 KCC 이지스
- 2022~2023: 카즈마
- 2023년~현재: 알 이티하드 제다